# JVCKenwood
JVCKenwood Corporation (株式会社JVCケンウッド Kabushiki-gaisha Jē bui shi Ken'uddo) (TYO: 6632
) er en japansk multinational elektronikvirksomhed med hovedkvarter i Yokohama, Kanagawa-præfekturet. Den blev etableret i 2008 ved en fusion mellem Victor Company of Japan, Ltd (JVC) og Kenwood Corporation. JVCKenwood fokuserer på elektronik til biler og til hjemmet, trådløse systemer, lyd og billede.

## = Referencer
1. ↑  "Corporate Data | Corporate Information | JVCKENWOOD Corporation". Jvckenwood.com. 31. marts 2021. Hentet 24. august 2021.
2. ↑  "Notice of the Establishment of JVC KENWOOD Holdings, Inc" (PDF). www.jvckenwood.com. 1. oktober 2008. Hentet 24. august 2021.